# Padre Bernardo
Padre Bernardo este un oraș în Goiás (GO), Brazilia.